# Rudolf Belzer
Rudolf Belzer (* 19. Februar 1901 in Kehl; † 23. Dezember 1976 in Karlsruhe) war ein deutscher Landrat.

## Leben
Belzer war der Sohn des Juristen und Verwaltungsbeamten Heinrich Belzer. Rudolf Belzer studierte wie sein Vater Jura und wurde 1926 Gerichtsassessor. 1927 begann er seine berufliche Laufbahn beim Finanzamt Schopfheim, 1928 ging er ans Finanzamt Konstanz und ein Jahr später ans Landesfinanzamt Karlsruhe – inzwischen war er zum Regierungsrat aufgestiegen. 1931 wechselte er als Regierungsrat nach Schleswig-Holstein ans dortige Landesfinanzamt. Seine weiteren Stationen waren das Finanzamt Leipzig-Süd (ab 1933), das Finanzamt Neunkirchen/Saar (1935) und verschiedene Finanzämter in Wien (1938).
Nach Kriegsende erlangte Belzer den Posten des Landrats im Landkreis Dieburg. Ein Jahr später ging er als Ministerialrat ans Finanzministerium nach Wiesbaden, bevor er wieder nach Baden zurückkehrte und 1948 Landrat des Landkreises Konstanz wurde. Diesen Posten hatte er sieben Jahre inne. Zum Abschluss seiner Berufslaufbahn wurde Belzer dann für ebenfalls sieben Jahre Polizeidirektor in Freiburg im Breisgau, bevor er 1961 in Pension ging.